# Kisdilzsa
Kisdilzsa románul: Dâlja Mică, település Romániában, Erdélyben, Hunyad megyében.

## Fekvése
Livazény (Livezeni) mellett fekvő település

## Története
Kisdilzsa, Dilzsa nevét 1808-ban Dilsa, Dilsapetros, 1861-ben Dilsa-Petros néven írták.
1913-ban Kisdilzsa Iszkrony tartozékaként, majd Livazény (Livezeni) részeként volt említve.
1910-ben 293 román lakosa, 1956-ban 302 lakosa, 1966-ban 233, 1977-ben pedig 237 román lakosa volt.
1992-ben 197 lakosából 196 román,  1 magyar, 2002-ben 167 lakosából 166 román, 1 magyar volt.